# Corporación Financiera Internacional
La Corporación Financiera Internacional (CFI) es una institución mundial creada en 1956 y perteneciente al Banco Mundial. Cuenta con 184 países miembros en todo el mundo. Tiene su sede principal en la Av. Pennsylvania 2121, Washington D. C., en los Estados Unidos.
Está encargada de promover el desarrollo económico de los países a través del sector privado. Los socios comerciales invierten capital por medio de empresas privadas en los países en desarrollo. Dentro de sus funciones se encuentra el otorgar préstamos a largo plazo, así como dar garantías y servicios de gestión de riesgos para sus clientes e inversionistas.
Fue creada en 1956, como brazo del sector privado del Grupo del Banco Mundial, para impulsar el desarrollo económico invirtiendo en proyectos comerciales y con ánimo de lucro para reducir la pobreza y promover el desarrollo. El objetivo declarado de la CFI es crear oportunidades para que las personas salgan de la pobreza y alcancen mejores niveles de vida movilizando recursos financieros para la empresa privada, promoviendo mercados accesibles y competitivos, apoyando a las empresas y otras entidades del sector privado, y creando puestos de trabajo y prestando los servicios necesarios a las personas afectadas por la pobreza o vulnerables por otros motivos.
Desde 2009, la CFI se ha centrado en un conjunto de objetivos de desarrollo a los que se espera que se dirijan sus proyectos. Sus objetivos son aumentar las oportunidades de agricultura sostenible, mejorar la atención sanitaria y la educación, aumentar el acceso a la financiación para microfinanciación y clientes empresariales, avanzar en infraestructuras, ayudar a las pequeñas empresas a aumentar sus ingresos e invertir en clima salud.
La CFI es propiedad de sus países miembros y está gobernada por ellos, pero cuenta con su propia dirección ejecutiva y su propio personal, que dirige sus operaciones normales. Es una sociedad anónima cuyos accionistas son los gobiernos miembros que aportan capital y tienen derecho a voto en sus asuntos. Originalmente, estaba más integrada financieramente con el Grupo del Banco Mundial, pero más tarde, la CFI se estableció por separado y finalmente fue autorizada a operar como una entidad financieramente autónoma y a tomar decisiones de inversión independientes.
Ofrece una serie de servicios de financiación de deuda y capital y ayuda a las empresas a hacer frente a sus exposiciones al riesgo absteniéndose de participar en calidad de gestor. La corporación también ofrece asesoramiento a las empresas para que tomen decisiones, evalúen su impacto en el medio ambiente y la sociedad y sean responsables. Asesora a los gobiernos sobre la creación de infraestructuras y asociaciones para apoyar el desarrollo del sector privado.
La corporación es evaluada cada año por un evaluador independiente. En 2011, su informe de evaluación reconocía que sus inversiones habían funcionado bien y reducido la pobreza, pero recomendaba que la corporación definiera la pobreza y los resultados esperados de forma más explícita para comprender mejor su eficacia y enfocar la reducción de la pobreza de forma más estratégica. Las inversiones totales de la corporación en 2011 ascendieron a 18.660 millones de dólares. Comprometió 820 millones de dólares en servicios de asesoramiento para 642 proyectos en 2011, y mantuvo activos líquidos por valor de 24.500 millones de dólares. La IFC goza de una buena situación financiera y recibió las calificaciones más altas de dos agencias de calificación crediticia independientes en 2018.
En ocasiones la CFI es objeto de críticas por parte de ONGs por no poder hacer un seguimiento de su dinero debido al uso que hace de intermediarios financieros. Por ejemplo, un informe de Oxfam Internacional y otras ONG en 2015, "El sufrimiento de los demás", concluyó que la CFI no realizaba suficiente diligencia debida ni gestionaba el riesgo en muchas de sus inversiones en terceros prestamistas.
Otras críticas se centran en que la CFI trabaja excesivamente con grandes empresas o personas adineradas que ya pueden financiar sus inversiones sin ayuda de instituciones públicas como la CFI, y dichas inversiones no tienen un impacto positivo adecuado en el desarrollo. Un ejemplo citado a menudo por las ONG y los periodistas críticos es la financiación concedida por la CFI a un príncipe saudí para un hotel de cinco estrellas en Ghana.
Cuenta con un capital accionario autorizado mayor a US$2400 millones. Su actual vicepresidente ejecutivo es Lars Thunell.

## Historia

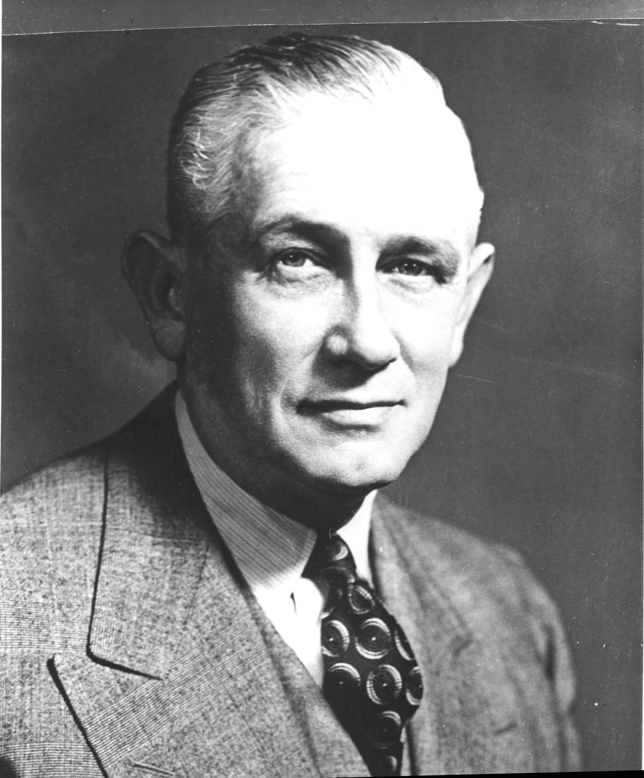
Robert L. Garner, Presidente de la Corporación Financiera Internacional (1949).

El Banco Mundial y el Fondo Monetario Internacional fueron diseñados por los delegados de la Conferencia de Bretton Woods en 1944. El Banco Mundial, entonces formado únicamente por el Banco Internacional de Reconstrucción y Fomento, empezó a funcionar en 1946. Robert L. Garner se incorporó al Banco Mundial en 1947 como alto ejecutivo y expresó su opinión de que las empresas privadas podían desempeñar un papel importante en el desarrollo internacional. En 1950, Garner y sus colegas propusieron la creación de una nueva institución con el fin de realizar inversiones privadas en los países menos desarrollados atendidos por el Banco Mundial. El gobierno de Estados Unidos alentó la idea de una corporación internacional que trabajara junto con el Banco Mundial para invertir en empresas privadas sin aceptar garantías de los gobiernos, sin gestionar esas empresas y colaborando con terceros inversores. Al describir la CFI en 1955, el presidente del Banco Mundial, Eugene R. Black, dijo que la CFI sólo invertiría en empresas privadas, en lugar de conceder préstamos a los gobiernos, y que no gestionaría los proyectos en los que invirtiera.
No obstante, el concepto fue controvertido en Estados Unidos, donde algunos intereses empresariales se sentían incómodos con la propiedad pública de empresas privadas. No obstante, en 1956, la Corporación Financiera Internacional empezó a funcionar bajo la dirección de Garner. Inicialmente contaba con 12 empleados y 100 millones de dólares  (equivalente $997 millones en 2021) en capital. La corporación realizó su inversión inaugural en 1957 mediante un préstamo de 2 millones de dólares (equivalente $19 millones en 2021) a una filial de Siemens & Halske (ahora Siemens AG) con sede en Brasil.
En 2007, la CFI compró el 18% de la empresa financiera india Angel Broking. En diciembre de 2015, la CFI apoyó a los bancos de Grecia con 150 millones de euros mediante la compra de acciones en cuatro de ellos: Alpha Bank (60 millones), Eurobank (50 millones), Piraeus Bank (20 millones) y National Bank of Greece (20 millones).

## Condiciones para ser miembro
- Ser miembro del Banco Mundial (BIRF).
- Haber suscrito el Convenio Constitutivo de la IFC.
- Haber depositado en la Secretaría del Grupo del Banco Mundial un instrumento de aceptación del Convenio Constitutivo de la IFC.

## Gobernanza
La CFI está gobernada por su Junta de Gobernadores, que se reúne anualmente y está formada por un gobernador por cada país miembro (la mayoría de las veces el ministro de finanzas o el secretario del tesoro del país). Aunque la autoridad corporativa recae en la Junta de Gobernadores, éstos delegan en la Junta de Directores la mayor parte de sus poderes corporativos y su autoridad sobre asuntos cotidianos como los préstamos y las operaciones comerciales. La Junta de Directores de la IFC está formada por 25 directores ejecutivos que se reúnen periódicamente y trabajan en la sede de la CFI, y está presidida por el presidente del Grupo del Banco Mundial. Los directores ejecutivos representan colectivamente a los 186 países miembros. Cuando la Junta de Directores de la CFI vota sobre los asuntos que se le presentan, el voto de cada director ejecutivo se pondera en función del capital social total de los países miembros representados por ese director.
Actualmente, la CFI está dirigida por Makhtar Diop, que fue nombrado director gerente y vicepresidente ejecutivo de la institución en febrero de 2021. Antes de este nombramiento, fue Vicepresidente de Infraestructuras del Banco Mundial, donde dirigió los esfuerzos globales del Banco para construir infraestructuras sostenibles en las economías en desarrollo y emergentes.
Aunque la CFI coordina sus actividades en muchas áreas con las demás instituciones del Grupo del Banco Mundial, por lo general opera de forma independiente, ya que es una entidad separada con autonomía jurídica y financiera, establecida por su propio Convenio Constitutivo. La corporación opera con una plantilla de más de 3.400 empleados, de los cuales la mitad están destinados en oficinas sobre el terreno en todos sus países miembros.

## Productos y servicios financieros
Además de los siguientes servicios, cuenta con servicios de asistencia técnica y asesoría para apoyar el progreso del sector privado en países en desarrollo.
- préstamos por cuenta propia
- préstamos de consorcios
- financiamiento en forma de capital accionario
- instrumentos de cuasicapital
- fondos de deuda y de inversión de capital privado
- financiamiento estructurado
- servicios de intermediación
- instrumentos de gestión de riesgos
- financiamiento en moneda nacional
- financiamiento para municipios
- financiamiento para operaciones comerciales

## Clima de negocios
Se entiende por Clima de Negocios el conjunto de condiciones que facilitan la actividad empresarial en un país. El Ranking Doing Business que elabora la Corporación Financiera Internacional (International Finance Corporation - IFC) del Banco Mundial mide indicadores del clima de negocios en 183 países. Es decir, Doing Business proporciona mediciones objetivas de la regulación mercantil para empresas locales en 189 economías y ciudades seleccionadas.
Las Áreas de Medición de Doing Business  son:
- Apertura de negocios
- Permisos de construcción
- Facilidad de conexión a la red eléctrica y autoconsumo.
- Registro de propiedades.
- Acceso al crédito.
- Protección al inversionista.
- Facilidad para el pago de impuestos.
- Comercio exterior.
- Cumplimiento de Contratos (jueces especializados y cumplimentación electrónica de demandas).
- Cierre de Empresas y resolución de insolvencias.

## Edificios ecológicos en países menos desarrollados
La CFI ha creado un sistema de certificación masiva para los mercados emergentes de rápido crecimiento denominado EDGE ("Excelencia en el diseño para una mayor eficiencia"). La CFI y el World Green Building Council se han asociado para acelerar el crecimiento de la construcción ecológica en los países menos desarrollados. El objetivo es aumentar el número de edificios ecológicos en un periodo de siete años hasta saturar el 20% del mercado inmobiliario. La certificación se produce cuando se cumple la norma EDGE, que requiere un 20% menos de energía, agua y materiales que las viviendas convencionales.